# Cúp bóng đá châu Á 1976
Cúp bóng đá châu Á 1976 là Cúp bóng đá châu Á lần thứ sáu. Vòng chung kết giải được tổ chức tại Iran từ 3 đến 13 tháng 6 năm 1976, gồm 6 đội. Đương kim vô địch Iran bảo vệ được chức vô địch sau khi thắng Kuwait 1-0 ở trận chung kết.

## Vòng loại
Có tất cả 30 đội tuyển tham gia vòng loại, chia làm 4 bảng, chọn 2 đội đứng đầu mỗi bảng vào đá vòng chung kết với chủ nhà và đồng thời là đương kim vô địch Iran. Tuy vậy sau đó, Ả Rập Xê Út (nhì bảng 2), CHDCND Triều Tiên (nhất bảng 3) và Thái Lan (nhì bảng 4) đã rút khỏi giải.

## Vòng chung kết
Vòng chung kết được tổ chức từ 3 đến 13 tháng 6, thi đấu tại hai địa điểm là Tehran và Tabriz. 6 đội tuyển tham dự chia làm 2 bảng 3 đội, chọn mỗi bảng 2 đội vào bán kết đấu loại trực tiếp để chọn ra nhà vô địch.

### Các đội tham dự
- Iran (chủ nhà và là đương kim vô địch)
- Trung Quốc
- Iraq
- Kuwait
- Malaysia
- Nam Yemen

### Sân vận động
| Tabriz                   | TehranTabriz | Tehran                |
| Sân vận động Bagh Shomal | TehranTabriz | Sân vận động Aryamehr |
| Sức chứa: 25.000         | TehranTabriz | Sức chứa: 100.000     |
|                          | TehranTabriz |                       |

### Bảng A
| Đội        | Trận | Thắng | Hoà | Thua | BT | BB | HS | Điểm |
| ---------- | ---- | ----- | --- | ---- | -- | -- | -- | ---- |
| Kuwait     | 2    | 2     | 0   | 0    | 3  | 0  | +3 | 4    |
| Trung Quốc | 2    | 0     | 1   | 1    | 1  | 2  | −1 | 1    |
| Malaysia   | 2    | 0     | 1   | 1    | 1  | 3  | −2 | 1    |

| Kuwait                        | 2–0 | Malaysia |
| ----------------------------- | --- | -------- |
| Al-Anberi 10' · Al-Dakhil 42' |     |          |

| Trung Quốc         | 1–1 | Malaysia   |
| ------------------ | --- | ---------- |
| Vương Cát Liên 58' |     | Dahari 50' |

| Kuwait    | 1–0 | Trung Quốc |
| --------- | --- | ---------- |
| Kameel 1' |     |            |

### Bảng B
| Đội       | Trận | Thắng | Hoà | Thua | BT | BB | HS  | Điểm |
| --------- | ---- | ----- | --- | ---- | -- | -- | --- | ---- |
| Iran      | 2    | 2     | 0   | 0    | 10 | 0  | +10 | 4    |
| Iraq      | 2    | 1     | 0   | 1    | 1  | 2  | −1  | 2    |
| Nam Yemen | 2    | 0     | 0   | 2    | 0  | 9  | −9  | 0    |

| Iran                     | 2–0 | Iraq |
| ------------------------ | --- | ---- |
| Nouraei 45' · Roshan 58' |     |      |

| Iraq     | 1–0 | Nam Yemen |
| -------- | --- | --------- |
| Waal 84' |     |           |

| Iran                                                                       | 8–0 | Nam Yemen |
| -------------------------------------------------------------------------- | --- | --------- |
| Azizi 17', 73' · Nouraei 40', 42' · Khorshidi 45' · Mazloumi 63', 74', 80' |     |           |

## Vòng loại trực tiếp
|  | Bán kết            | Bán kết |                    |   | Chung kết | Chung kết |
|  |                    |         |                    |   |           |           |
|  | 11 tháng 6 –Tehran |         |                    |   |           |           |
|  |                    |         |                    |   |           |           |
|  | Kuwait (h.p)       | 3       |                    |   |           |           |
|  | Kuwait (h.p)       | 3       | 13 tháng 6 –Tehran |   |           |           |
|  | Iraq               | 2       |                    |   |           |           |
|  | Iraq               | 2       | Kuwait             | 0 |           |           |
|  | 11 tháng 6 –Tehran |         | Kuwait             | 0 |           |           |
|  |                    | Iran    | 1                  |   |           |           |
|  | Iran (h.p)         | Iran    | 1                  | 2 |           |           |
|  | Iran (h.p)         |         |                    | 2 |           |           |
|  | Trung Quốc         | 0       |                    |   |           |           |
|  | Trung Quốc         | 0       | Tranh hạng ba      |   |           |           |
|  |                    |         |                    |   |           |           |
|  | 13 tháng 6 –Tehran |         |                    |   |           |           |
|  |                    |         |                    |   |           |           |
|  | Iraq               | 0       |                    |   |           |           |
|  | Iraq               | 0       |                    |   |           |           |
|  | Trung Quốc         | 1       |                    |   |           |           |

### Bán kết
| Kuwait                         | 3–2 (s.h.p.) | Iraq                          |
| ------------------------------ | ------------ | ----------------------------- |
| Ibrahim 11' · Kameel 77', 100' |              | Abdul-Jaleel 46' · Hassan 85' |

| Iran                         | 2–0 (s.h.p.) | Trung Quốc |
| ---------------------------- | ------------ | ---------- |
| Khorshidi 100' · Roshan 119' |              |            |

### Tranh hạng ba
| Iraq | 0–1 | Trung Quốc |
| ---- | --- | ---------- |
|      |     | Hà Giả 61' |

### Chung kết
Cho đến nay, đây vẫn là trận đấu có số lượng khán giả lớn nhất từng được ghi nhận trong lịch sử Cúp bóng đá châu Á.
| Kuwait | 0–1 | Iran       |
| ------ | --- | ---------- |
|        |     | Parvin 71' |

## Danh sách cầu thủ ghi bàn
3 bàn
| - Gholam Hossein Mazloumi | - Nasser Nouraei | - Fathi Kameel |

2 bàn
| - Alireza Azizi | - Alireza Khorshidi | - Hassan Roshan |

1 bàn
| - Hà Giả - Vương Cát Liên - Ali Parvin - Sabah Abdul-Jaleel | - Falah Hassan - Kadhim Waal - Abdulaziz Al-Anberi | - Faisal Al-Dakhil - Faruq Ibrahim - Mokhtar Dahari |

## Bảng xếp hạng giải đấu
| Pos                 | Đội tuyển  | Trận | Thắng | Hoà | Thua | BT | BB | HS  | Điểm |
| ------------------- | ---------- | ---- | ----- | --- | ---- | -- | -- | --- | ---- |
| 1                   | Iran       | 4    | 4     | 0   | 0    | 13 | 0  | +13 | 8    |
| 2                   | Kuwait     | 4    | 3     | 0   | 1    | 6  | 3  | +3  | 6    |
| 3                   | Trung Quốc | 4    | 1     | 1   | 2    | 2  | 4  | −2  | 3    |
| 4                   | Iraq       | 4    | 1     | 0   | 3    | 3  | 6  | −3  | 2    |
| Bị loại ở vòng bảng |            |      |       |     |      |    |    |     |      |
| 5                   | Malaysia   | 2    | 0     | 1   | 1    | 1  | 3  | −2  | 1    |
| 6                   | Nam Yemen  | 2    | 0     | 0   | 2    | 0  | 9  | −9  | 0    |